# George Hillyard
George Whiteside Hillyard (Hanwell, 6 februari 1864 – Pulborough, 24 maart 1943) was een tennisspeler uit Groot-Brittannië. Hillyard zijn beste resultaat op Wimbledon was het driemaal behalen van de kwartfinale en in het dubbelspel behaalde hij tweemaal de finale. Hillyard behaalde zijn grootste succes door het winnen van olympisch goud in het dubbelspel aan de zijde van Reginald Doherty tijdens de Olympische Zomerspelen 1908. Hillyard won verder tweemaal het enkelspel op het toernooi van Hamburg en verloor in 1902 de finale van het toernooi van Monte Carlo van Reginald Doherty. Van 1907 tot en met 1925 was Hillyard secretaris van de All England Lawn Tennis and Croquet Club en speelde een belangrijke rol bij de verhuizing van de club naar de huidige locatie aan de Church Road in 1922.
Zijn vrouw Blanche Bingley won in totaal zesmaal het enkelspel op Wimbledon.